# Ernie Pyle
Ernest Taylor "Ernie" Pyle (Dana, 3 de agosto de 1900 – Okinawa, 18 de abril de 1945) foi um jornalista norte-americano, correspondente de guerra e vencedor do Prêmio Pulitzer, mais conhecido por suas histórias sobre soldados americanos comuns durante a Segunda Guerra Mundial. Pyle também é notável pelas colunas que escreveu como um repórter itinerante de interesse humano de 1935 a 1941 para o jornal Scripps-Howard, que lhe rendeu grande aclamação por seus relatos simples de pessoas comuns em toda a América do Norte. Quando os Estados Unidos entraram na Segunda Guerra Mundial, ele emprestou o mesmo estilo folclórico distinto de suas histórias de interesse humano a seus relatórios da guerra na Europa (1942–44) e da Guerra do Pacífico (1945). Pyle ganhou o Prêmio Pulitzer em 1944 por suas reportagens de jornal sobre soldados de infantaria de uma perspectiva de primeira pessoa. Ele foi morto por fogo inimigo em Iejima (então conhecido como Ie Shima) durante a Batalha de Okinawa.
Na época de sua morte em 1945, Pyle estava entre os correspondentes de guerra americanos mais conhecidos. Sua coluna foi publicada em 400 jornais diários e 300 semanais em todo o país. O presidente Harry Truman disse de Pyle: "Nenhum homem nesta guerra contou tão bem a história do guerreiro americano como os guerreiros americanos queriam. Ele merece a gratidão de todos os seus compatriotas".

## Vida

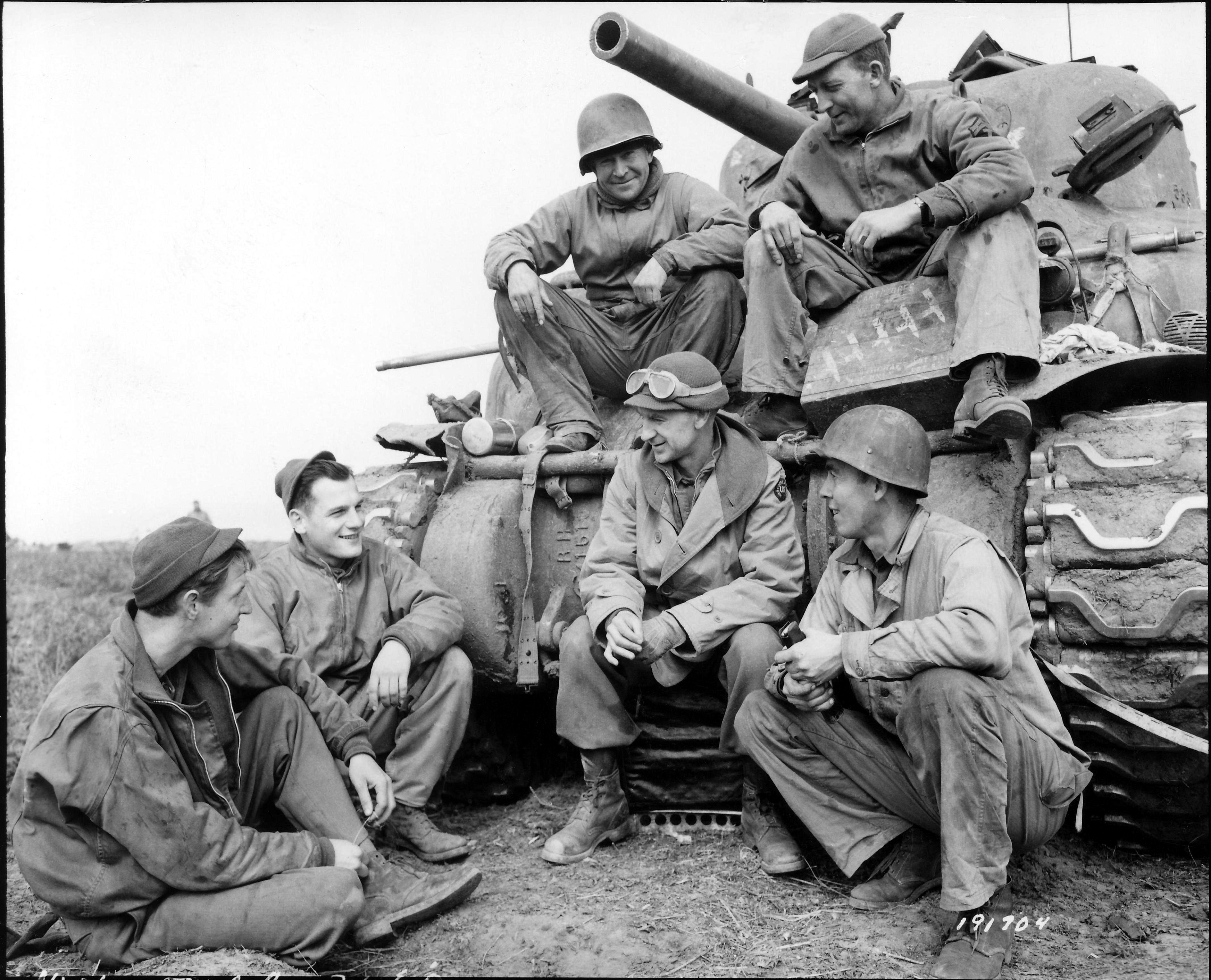
Pyle com membros de um batalhão de tanques do Exército dos EUA em Anzio (1944)

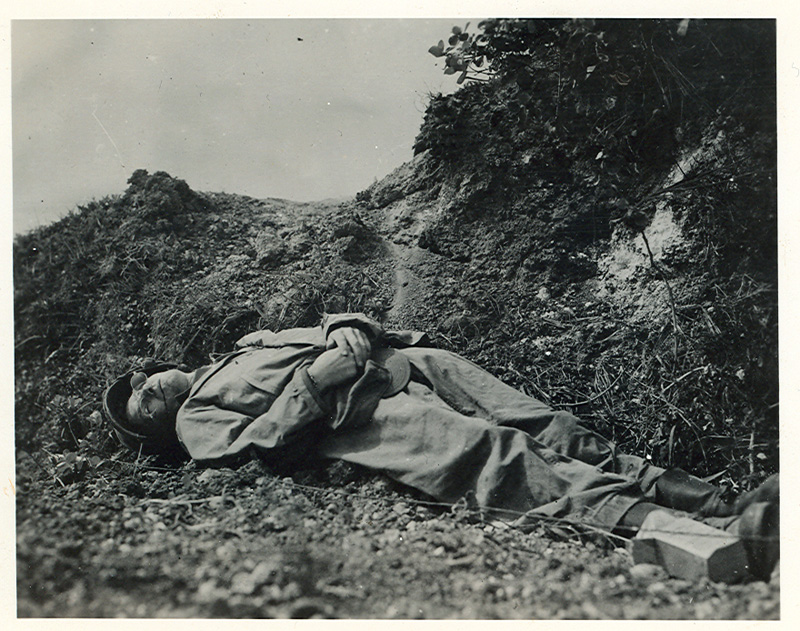
Ernie Pyle logo após sua morte

Pyle era do estado de Indiana. Durante a Primeira Guerra Mundial, ele se alistou na Marinha dos Estados Unidos, da qual foi dispensado após o fim da guerra em 1918 como suboficial de terceira classe. Ele então estudou na Universidade de Indiana, onde foi editor do jornal estudantil. No entanto, ele largou o emprego para trabalhar como editor de jornal em La Porte. Isso foi seguido por uma posição no The Washington Daily News, onde foi rapidamente promovido para a equipe editorial. Após seu casamento com Geraldine "Jerry" Siebolds em 1925, ele viajou pelos EUA em 1926 e depois voltou como colunista para Washington, D.C. Seus artigos de jornal, que muitas vezes tratavam de experiências de sua viagem pelo país, logo despertaram grande interesse e foram extremamente elogiados.
Depois que os Estados Unidos entraram na Segunda Guerra Mundial em 1941, Pyle renunciou ao cargo de editor e tornou-se correspondente de guerra. Ele viajou com as tropas do Exército dos EUA para o Norte da África e mais tarde acompanhou a Batalha de Anzio e o desembarque na Normandia. Seus relatos, criados sob a impressão de combates, foram elogiados por seu alto nível de autenticidade. Em reconhecimento a isso, ele recebeu o Prêmio Pulitzer. Como resultado de transtorno de estresse pós-traumático e depressão, ele voltou após a libertação de Paris aos EUA em agosto de 1944 para participar um pouco mais tarde na Guerra do Pacífico. Em abril de 1945, ele testemunhou a Batalha de Okinawa por um navio da Marinha dos Estados Unidos.

## Morte
Em 16 de abril de 1945, ele desembarcou com a 77ª Divisão de Infantaria em Iejima, uma ilha estrategicamente importante perto de Okinawa. Pyle foi morto em 18 de abril enquanto estava em um jipe a caminho de um posto de comando do 305º Regimento de Infantaria e foi atacado por metralhadoras japonesas. Ele foi enterrado em Iejima. Após a guerra, os restos mortais de Pyle foram transferidos para um cemitério militar dos Estados Unidos em Okinawa. Em 1949, seus restos mortais foram alguns dos primeiros a serem enterrados no Cemitério Memorial Nacional do Pacífico em Honolulu, Oahu, Havaí.

## Estilo de escrita
Como correspondente de guerra, ele geralmente escrevia da perspectiva do soldado comum, explicando como a guerra afetou os homens, em vez de relatar os movimentos das tropas ou as atividades dos generais. Suas descrições ou reações a um evento em histórias simples e informais são o que diferenciam a escrita de seu Pyle e o tornam famoso durante a guerra.

## Trabalhos publicados selecionados

### Coluna notável
"A Morte do Capitão Waskow", a coluna mais famosa de Pyle, foi escrita em dezembro de 1943 e publicada em 10 de janeiro de 1944. The National Society of Newspaper Columnists posteriormente a selecionou como "a melhor coluna de jornal americano de todos os tempos". A organização concedeu o prêmio Ernie Pyle pelo conjunto de sua obra anualmente desde 1993.

### Livros
- Os escritos de Pyle durante a guerra são preservados em quatro livros:
  - Ernie Pyle In England (1941)
  - Here Is Your War (1943)
  - Brave Men (1944)
  - Last Chapter (1949)[12]
- Colunas selecionadas das histórias de interesse humano de Pyle:
  - Home Country (1947)